# Tuffi ai campionati mondiali di nuoto 2022 - Trampolino 3 metri femminile
La gara dei tuffi dal trampolino 3 metri femminile dei campionati mondiali di nuoto 2022 è stata disputata il 1º e 2 luglio 2022 presso la Duna Aréna di Budapest. La gara, a cui hanno preso parte 38 atlete provenienti da 25 nazioni, si è svolta in tre turni, in ognuno dei quali l'atleta ha eseguito una serie di cinque tuffi.
La competizione è stata vinta dalla tuffatrice cinese Chen Yiwen, mentre l'argento e il bronzo sono andati rispettivamente alla canadese Mia Vallée e all'altra cinese Chang Yani.

## Programma
| Data           | Ora (UTC+2) | Turno       |
| -------------- | ----------- | ----------- |
| 1º luglio 2022 | 10:00       | Preliminari |
| 1º luglio 2022 | 16:00       | Semifinale  |
| 2 luglio 2022  | 19:00       | Finale      |

## Risultati
| Pos.    | Atleta                 | Nazionalità   | Preliminari | Preliminari | Semifinale      | Semifinale      | Finale          | Finale          |
| Pos.    | Atleta                 | Nazionalità   | Punti       | Pos.        | Punti           | Pos.            | Punti           | Pos.            |
| ------- | ---------------------- | ------------- | ----------- | ----------- | --------------- | --------------- | --------------- | --------------- |
| Oro     | Chen Yiwen             | Cina          | 357,95      | 1           | 356,45          | 1               | 366,90          | 1               |
| Argento | Mia Vallée             | Canada        | 304,95      | 4           | 300,45          | 4               | 329,00          | 2               |
| Bronzo  | Chang Yani             | Cina          | 341,25      | 2           | 345,80          | 2               | 325,85          | 3               |
| 4       | Tina Punzel            | Germania      | 294,30      | 7           | 285,00          | 8               | 315,60          | 4               |
| 5       | Sarah Bacon            | Stati Uniti   | 324,60      | 3           | 294,60          | 7               | 314,25          | 5               |
| 6       | Michelle Heimberg      | Svizzera      | 292,85      | 8           | 277,80          | 11              | 301,95          | 6               |
| 7       | Sayaka Mikami          | Giappone      | 209,65      | 6           | 297,00          | 6               | 294,20          | 7               |
| 8       | Grace Reid             | Gran Bretagna | 254,00      | 18          | 272,00          | 12              | 292,90          | 8               |
| 9       | Chiara Pellacani       | Italia        | 268,80      | 15          | 303,75          | 3               | 291,60          | 9               |
| 10      | Haruka Enomoto         | Giappone      | 273,45      | 14          | 280,90          | 10              | 281,05          | 10              |
| 11      | Emilia Nilsson         | Svezia        | 292,80      | 9           | 283,55          | 9               | 265,20          | 11              |
| 12      | Lena Hentschel         | Germania      | 276,60      | 12          | 297,60          | 5               | 262,55          | 12              |
| 13      | Kristen Hayden         | Stati Uniti   | 302,00      | 5           | 270,30          | 13              | Non qualificate | Non qualificate |
| 14      | Luana Lira             | Brasile       | 281,20      | 11          | 270,15          | 14              | Non qualificate | Non qualificate |
| 15      | Emma Gullstrand        | Svezia        | 267,30      | 16          | 266,30          | 15              | Non qualificate | Non qualificate |
| 16      | Kim Su-ji              | Corea del Sud | 273,75      | 13          | 257,05          | 16              | Non qualificate | Non qualificate |
| 17      | Arantxa Chávez         | Messico       | 282,60      | 10          | 255,35          | 17              | Non qualificate | Non qualificate |
| 18      | Maha Eissa             | Egitto        | 255,30      | 17          | 230,20          | 18              | Non qualificate | Non qualificate |
| 19      | Madeline Coquoz        | Svizzera      | 252,55      | 19          | Non qualificate | Non qualificate | Non qualificate | Non qualificate |
| 20      | Lauren Hallaselkä      | Finlandia     | 250,80      | 20          | Non qualificate | Non qualificate | Non qualificate | Non qualificate |
| 21      | Estilla Mosena         | Ungheria      | 244,80      | 21          | Non qualificate | Non qualificate | Non qualificate | Non qualificate |
| 22      | Georgia Sheehan        | Australia     | 241,70      | 22          | Non qualificate | Non qualificate | Non qualificate | Non qualificate |
| 23      | Clare Cryan            | Irlanda       | 238,75      | 23          | Non qualificate | Non qualificate | Non qualificate | Non qualificate |
| 24      | Viviana Uribe          | Colombia      | 238,70      | 24          | Non qualificate | Non qualificate | Non qualificate | Non qualificate |
| 25      | Yasmin Harper          | Gran Bretagna | 236,90      | 25          | Non qualificate | Non qualificate | Non qualificate | Non qualificate |
| 26      | Helle Tuxen            | Norvegia      | 234,75      | 26          | Non qualificate | Non qualificate | Non qualificate | Non qualificate |
| 27      | Brittany O'Brien       | Australia     | 233,70      | 27          | Non qualificate | Non qualificate | Non qualificate | Non qualificate |
| 28      | Daniela Zapata         | Colombia      | 230,60      | 28          | Non qualificate | Non qualificate | Non qualificate | Non qualificate |
| 29      | Margo Erlam            | Canada        | 224,00      | 29          | Non qualificate | Non qualificate | Non qualificate | Non qualificate |
| 30      | Anna Lucia Rodrigues   | Brasile       | 219,70      | 30          | Non qualificate | Non qualificate | Non qualificate | Non qualificate |
| 31      | Gabriela Gutiérrez     | Messico       | 217,20      | 31          | Non qualificate | Non qualificate | Non qualificate | Non qualificate |
| 32      | Ana Ricci              | Perù          | 215,65      | 32          | Non qualificate | Non qualificate | Non qualificate | Non qualificate |
| 33      | Aleksandra Błażowskaen | Polonia       | 199,50      | 33          | Non qualificate | Non qualificate | Non qualificate | Non qualificate |
| 34      | Maggie Squire          | Nuova Zelanda | 197,80      | 34          | Non qualificate | Non qualificate | Non qualificate | Non qualificate |
| 35      | Elizabeth Miclau       | Porto Rico    | 187,15      | 35          | Non qualificate | Non qualificate | Non qualificate | Non qualificate |
| 36      | Ong Ker Ying           | Malaysia      | 186,00      | 36          | Non qualificate | Non qualificate | Non qualificate | Non qualificate |
| 37      | Emma Veisz             | Ungheria      | 179,95      | 37          | Non qualificate | Non qualificate | Non qualificate | Non qualificate |
| 38      | Gladies Haga           | Indonesia     | 165,45      | 38          | Non qualificate | Non qualificate | Non qualificate | Non qualificate |